# Polska prezydencja w Radzie Unii Europejskiej w 2011 roku

Prezydencja skupia się na przewodzeniu pracom Rady Unii Europejskiej. Symbolicznie kraj Prezydencji koordynuje także działania w innych instytucjach

Polska prezydencja w Radzie Unii Europejskiej – okres, w którym Polska przewodniczyła posiedzeniom Rady Unii Europejskiej.
1 lipca 2011 roku Polska stanęła na czele Rady Unii Europejskiej (UE).
Była to pierwsza polska prezydencja w historii członkostwa Polski w Unii Europejskiej. Przez sześć miesięcy Polska przewodniczyła pracom Rady UE jako pierwsze państwo tria: Rzeczpospolita Polska – Królestwo Danii – Republika Cypryjska.
Sprawowanie prezydencji w Unii Europejskiej jest naturalną konsekwencją przystąpienia Polski do UE w 2004 roku i szczególnego rodzaju zobowiązaniem wynikającym ze statusu państwa członkowskiego. Obowiązek ten został wprowadzony przez Traktat ustanawiający Wspólnotę Europejską z 1957 roku. Polska prezydencja przypadła na II połowę 2011 roku co jest zgodnie z porządkiem ustalonym jednomyślną decyzją Rady Unii Europejskiej. Kolejność prezydencji została określona w Decyzji Rady z dnia 1 stycznia 2007 roku w sprawie porządku sprawowania prezydencji w Radzie (2007/5/WE, Euratom). Porządek sprawowania prezydencji w Radzie został ustalony do połowy 2020 roku, zgodnie z harmonogramem obowiązującym w czasie sprawowania prezydencji przez Polskę w 2011 roku.

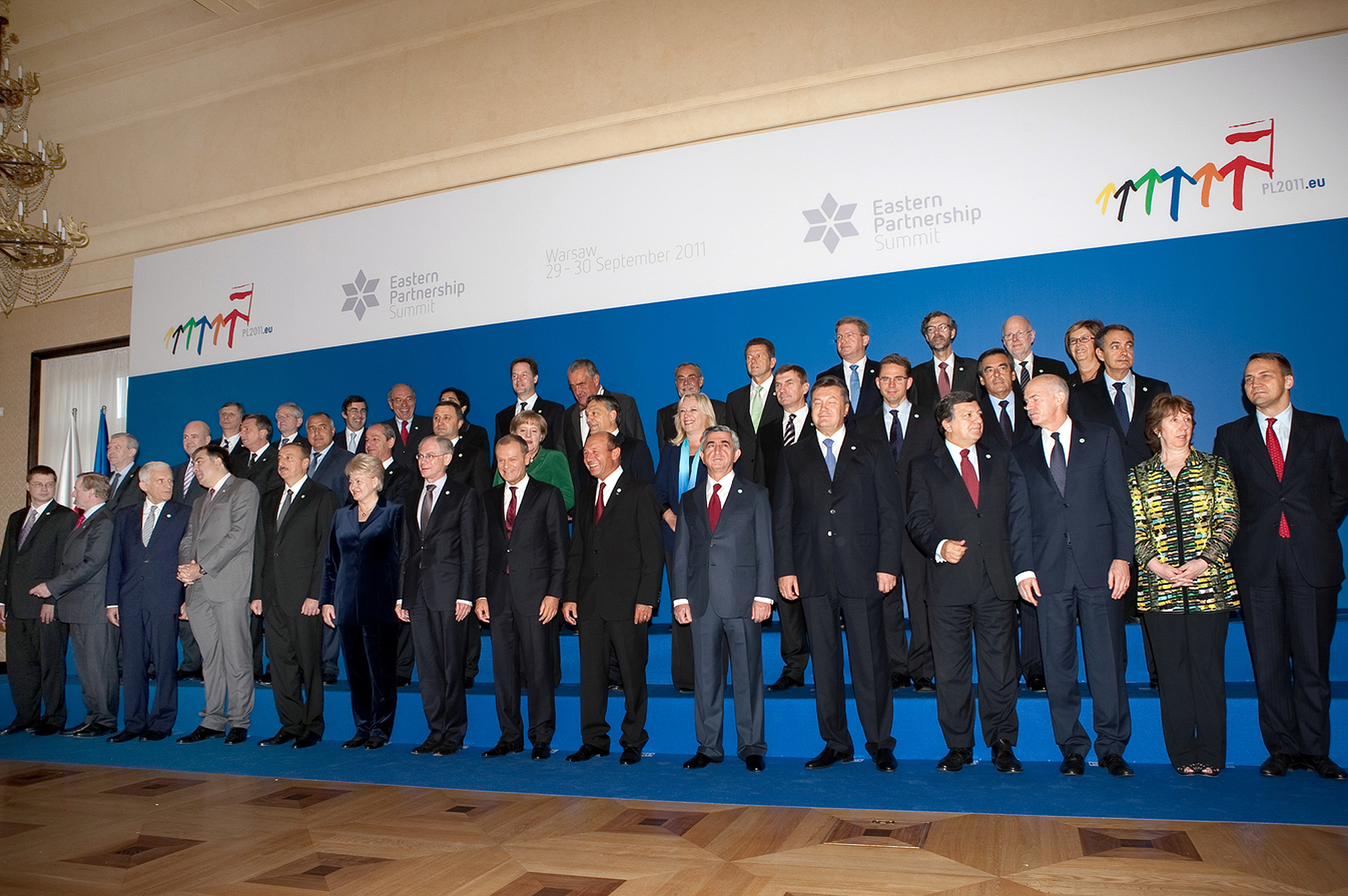
Szczyt Partnerstwa Wschodniego w Warszawie, 30 września 2011

## Logo
Logiem prezydencji jest sześć kolorowych, skierowanych w górę strzałek oraz polska flaga. Całości towarzyszy napis „PL2011.eu”. Logo nawiązuje symboliką do Solidarności.

## Zadania państwa sprawującego prezydencję
- Najważniejszym zadaniem jest przewodniczenie pracom Rady UE i jej organów pomocniczych (komitety i grupy robocze) oraz (w obecnym stanie prawnym związanym z trwającym procesem ratyfikacji Traktatu z Lizbony) przewodniczenie spotkaniom Rady Europejskiej. Realizacja tego zadania wiąże się ze zorganizowaniem w wymiarze merytorycznym i logistycznym wielu spotkań zróżnicowanych co do charakteru, miejsca i szczebla;
- Reprezentowanie Rady wobec innych instytucji UE, w szczególności wobec Komisji Europejskiej i Parlamentu Europejskiego;
- Reprezentowanie Unii w stosunkach z państwami trzecimi i organizacjami międzynarodowymi, przy współpracy z wysokim przedstawicielem ds. polityki zagranicznej i bezpieczeństwa

## Pełnomocnik rządu ds. polskiej prezydencji w UE
W celu koordynacji zadań związanych z przygotowaniami do sprawowania prezydencji 15 lipca 2008 Rada Ministrów powołała Pełnomocnika Rządu do spraw Przygotowania Organów Administracji Rządowej i Sprawowania przez Rzeczpospolitą Polską Przewodnictwa w Radzie Unii Europejskiej. Funkcję tę pełni Mikołaj Dowgielewicz, sekretarz Komitetu Integracji Europejskiej, sekretarz stanu w Urzędzie Komitetu Integracji Europejskiej i wiceprzewodniczący Komitetu Europejskiego Rady Ministrów.

## Priorytety prezydencji

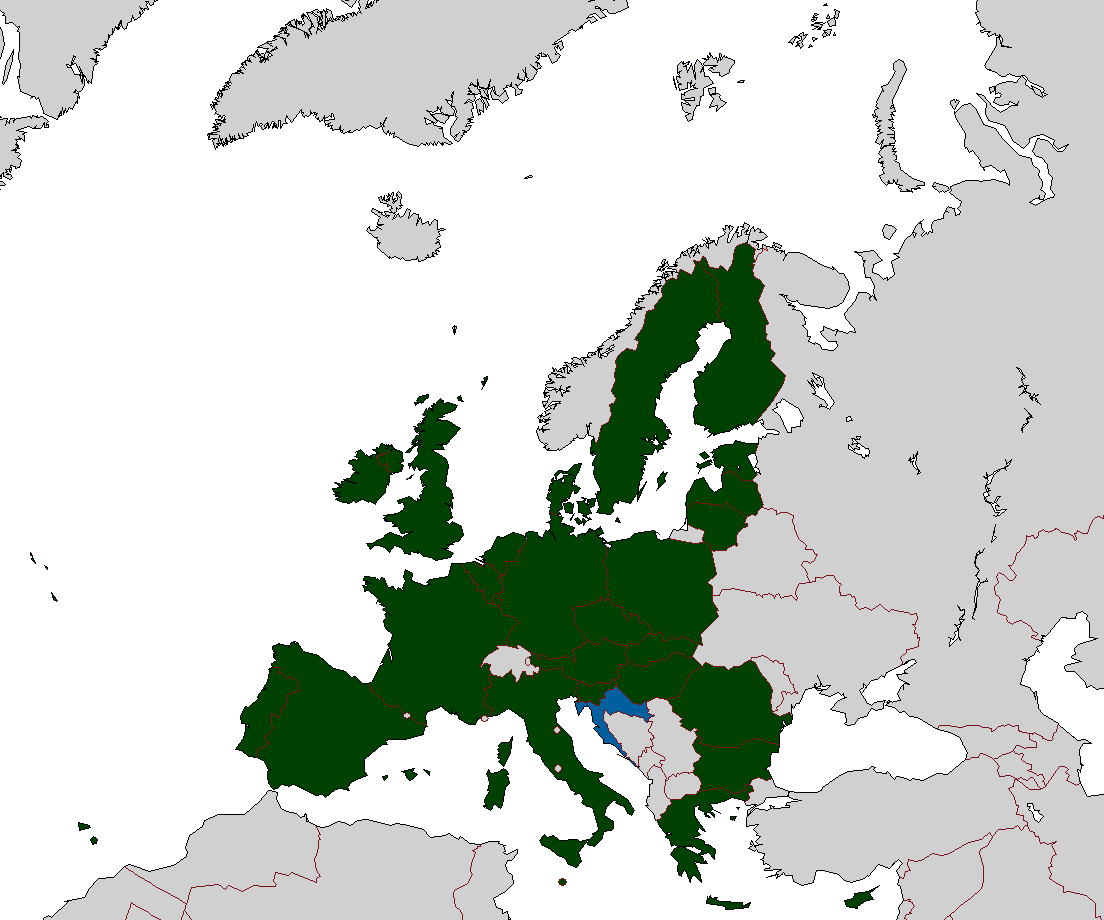
Unia Europejska i Chorwacja

Wśród deklaratywnych celów i priorytetów polskiej prezydencji należą:
- zakończenie negocjacji członkowskich z Chorwacją i podpisanie traktatu akcesyjnego, tak by członkostwo było możliwe w 2013 roku[2][3][4],
- zakończenie negocjacji stowarzyszeniowych z Ukrainą i podpisanie traktatu stowarzyszeniowego[5][6],
- rozwój Partnerstwa Wschodniego oraz polityki sąsiedztwa[7][8],
- przyspieszenie negocjacji członkowskich z Turcją[9],
- nadanie Serbii statusu kandydata i rozpoczęcie negocjacji członkowskich[10],
- negocjacje budżetowe na lata 2014–2020[11][12],
- wzmocnienie polityki spójności[13],
- rozwój wymiaru militarnego i polityki bezpieczeństwa Unii Europejskiej[14][15],
- walka z nielegalną imigracją[16],
- rozwój jednolitego rynku[17][18],
- wspólna polityka energetyczna, wymiar bezpieczeństwa energetyki[19],
- wzrost konkurencyjności UE na arenie międzynarodowej (w tym poprzez wzrost kapitału intelektualnego)[20],
- zmniejszanie różnic w stanie zdrowia społeczeństw Europy[21],
- utworzenie Europejskiego Funduszu na rzecz Demokracji[22].

## Wydarzenia prezydencji

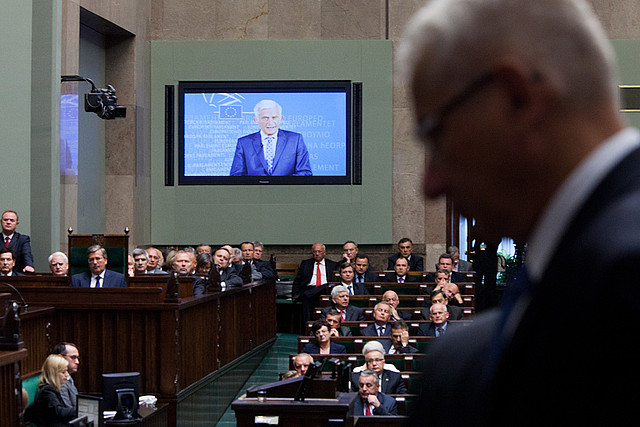
Wspólne posiedzenie Sejmu i Senatu – wystąpienie Przewodniczącego Parlamentu Europejskiego Jerzego Buzka

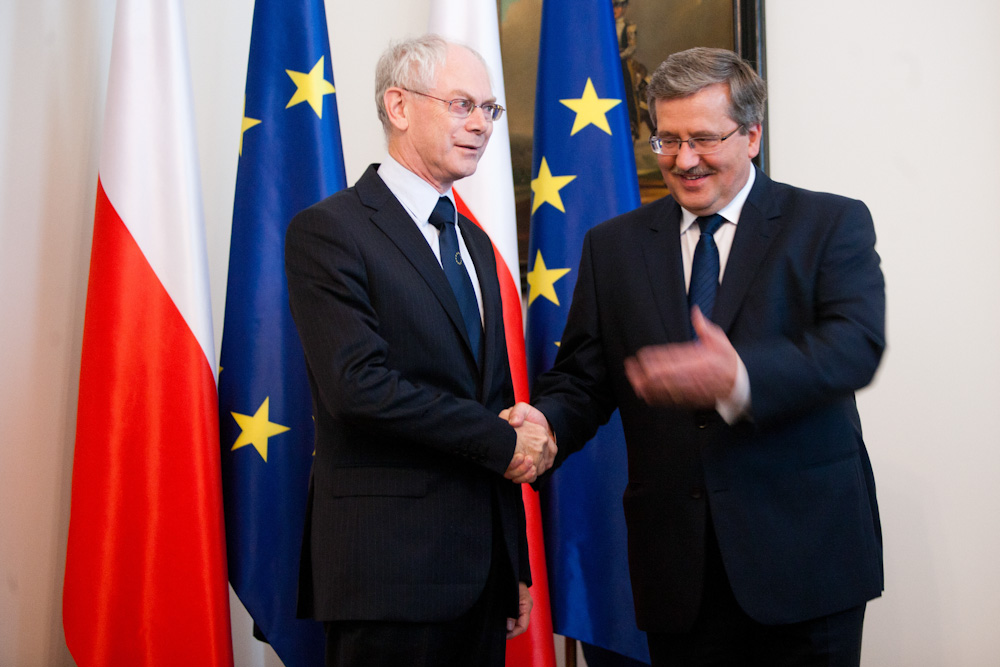
Spotkanie prezydenta Bronisława Komorowskiego z Przewodniczącym Rady Europejskiej Hermanem Van Rompuyem

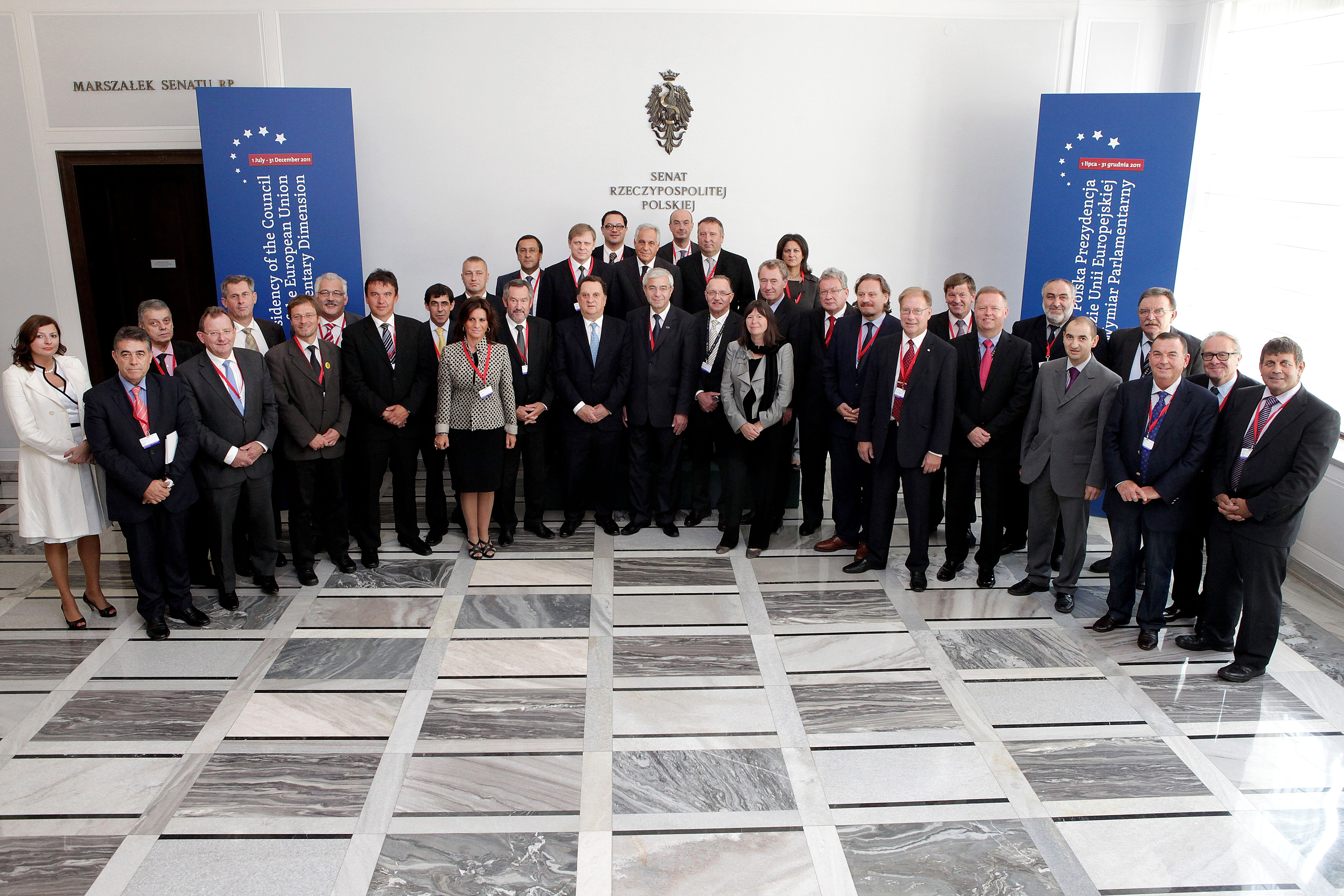
Spotkanie przewodniczących komisji właściwych do spraw rolnictwa parlamentów państw członkowskich Unii Europejskiej „Wspólna Polityka Rolna 2014-2020” w Senacie RP

Podczas 6 miesięcznej prezydencji odbyły się liczne spotkania, wydarzenia i imprezy towarzyszące. Wśród zaplanowanych były:
- Europejska Agora w Krasnogrudzie (30 czerwca)[23][24][25]
- inauguracja w Warszawie (1 lipca)[26][27][28][29]
- inauguracja w Sopocie (3 lipca)[30]
- wystąpienie polskiego premiera w Parlamencie Europejskim w Strasburgu (6 lipca)[31]
- wspólne obrady Rady Ministrów RP i Komisji Europejskiej w Warszawie (8 lipca)[32]
- posiedzenie Rady ECOFIN w Brukseli (12 lipca)[33]
- spotkanie wyższych urzędników UE – USA w Krakowie (25–26 lipca)
- koncerty I, Culture Orchestra (27 października – 12 listopada)[34][35]
- wystawa Złote Czasy Rzeczypospolitej w Madrycie[36]
- Europejski Kongres Kultury we Wrocławiu (8–11 września)[37][38]
- IV Forum Inwestycyjne w Tarnowie (6–7 września)
- Rozszerzenie jednolitego rynku europejskiego dla Krajów Partnerskich jako impuls dla wzajemnego rozwoju gospodarczego – nowa koncepcja Europejskiej Polityki Sąsiedztwa w Krynicy-Zdroju (9 września)
- Eurofi Financial Forum we Wrocławiu (14–16 września)
- Europejski Kongres Kobiet w Warszawie (17–18 września)
- szczyt Partnerstwa Wschodniego w Warszawie (29–30 września)[39][40]
- Forum Rynku Wewnętrznego w Krakowie (2–4 października)
- Forum ministerialne Unia Europejska – Bałkany Zachodnie w Ochrydzie (3–4 października)
- Europejskie Forum Turystyki w Krakowie (5–7 października)
- Europejskie Forum Dziedzictwa we Wrocławiu (10–12 października)
- Konwencja Europejskiej Platformy Przeciw Ubóstwu w Krakowie (17–18 października)
- Europejski Kongres Rozwoju Obszarów Wiejskich w Warszawie (19–20 października)
- Spotkanie wyższych urzędników Unii dla Śródziemnomorza w Krakowie (20–21 października)
- Forum Strategii UE dla Regionu Morza Bałtyckiego oraz Bałtyckie Forum Rozwoju w Gdańsku (24–26 października)
- Konferencja Europejskiej Sieci Migracyjnej w Warszawie (25–26 października)
- Spotkanie ministerialne UE – USA w obszarze spraw wewnętrznych i wymiaru sprawiedliwości w Waszyngtonie (7 listopada)
- Konferencja nt. europejskiego prawa umów w Warszawie (9–10 listopada)
- V Europejski Szczyt ds. Równości w Poznaniu (15–18 listopada)
- Europejski Dzień Konkurencji i Konsumentów w Poznaniu (24–25 listopada)
- Konferencja nt. finansowych aspektów prawa do porady adwokata w państwach członkowskich UE w Warszawie (5–6 grudnia)
- szczyt Unia Europejska – Indie w Delhi (grudzień)[41]
- szczyt Unia Europejska – Brazylia
- szczyt Unia Europejska – Południowa Afryka
- Europejskie Dni Rozwoju w Warszawie (15–16 grudnia)

Wewnętrznym wydarzeniem polskim były jesienne wybory parlamentarne oraz planowany szczyt Trójkąta Weimarskiego i Rosji.

## Oceny i znaczenie prezydencji
Polska prezydencja w 2011 roku została oceniona pozytywnie zarówno przez instytucje unijne, jak i obserwatorów międzynarodowych. Wskazywano na sprawną organizację wydarzeń, aktywność dyplomatyczną oraz skuteczne prowadzenie negocjacji w sprawach takich jak budżet UE na lata 2014–2020 czy Partnerstwo Wschodnie. W raporcie końcowym rządu podkreślono, że Polska zrealizowała ponad 90% zaplanowanych celów legislacyjnych i politycznych.

## Program kulturalny
Integralną częścią polskiej prezydencji był program kulturalny realizowany w Polsce i za granicą. Jego celem była promocja Polski jako kraju nowoczesnego, kreatywnego i otwartego. W ramach programu odbyły się. koncerty I, Culture Orchestra, wystawy sztuki współczesnej, pokazy filmowe oraz Europejski Kongres Kultury we Wrocławiu.